# Daniele Lupo
Daniele Lupo (Rome, 6 mei 1991) is een Italiaans beachvolleyballer. 
Op 18 mei 2010 debuteerde hij in het professionele beachvolleybal. In dat jaar eindigde hij op de 33e plaats in de nationale competitie, samen met Francesco Vanni. Een jaar later kwam hij niet verder dan de groepsfase van het wereldkampioenschap in Rome. In 2012 deed hij mee aan het beachvolleybaltoernooi op de Olympische Zomerspelen in Londen met Paolo Nicolai. In de kwartfinale werd het duo uitgeschakeld door de Nederlanders Reinder Nummerdor en Richard Schuil. 